# NGC 4975
NGC 4975 ist eine 13,9 mag helle Linsenförmige Galaxie vom Hubble-Typ S0 im Sternbild Jungfrau auf der Ekliptik. Sie ist schätzungsweise 229 Millionen Lichtjahre von der Milchstraße entfernt und hat einen Durchmesser von etwa 75.000 Lichtjahren.
Im selben Himmelsareal befinden sich u. a. die Galaxien NGC 4941, NGC 4989, NGC 4990, IC 855.
Die Supernova SN 1968aa wurde hier beobachtet.
Das Objekt wurde am 19. Februar 1830 von John Herschel entdeckt, der sie dabei mit „very faint, very small, round, pretty suddenly brighter in the middle“ beschrieb.